# Song Shan
Planina Song (kineski: 嵩山; pinyin: Sōngshān) je planina velikog povijesnog i kulturnog značaja za Kineze. Smještena je duž južne obale Huang Hoa u prefekturi Dengfeng u pokrajini Henan (Kina) i jedna je od „Pet svetih planina”. Song Shan ima 36 vrhova koji se protežu duž 64 km, od grada Luoyanga do Zhengzhoua, a najviši vrh Junji je visok 1.512 m. Njezine strme litice su prekrivene gustim pokrivačem drveća dajući joj dojmljiv izgled.
Planina Song je sveta taoistička planina i na njoj se nalaze važni hramovi, kao što je Zhongyue, jedan od najstarijih hramova u Kini, dok je obližnja Akademija Songyang jedna od četiri velike škole stare Kine. No, planina je važna i u budizmu jer se ti nalazi slavni Šaolinski hram koji se smatra rodnim mjestom Zen budizma. Šuma pagoda u šaolinskom hramu je najveći skup pagoda u Kini, a Pagoda Songyue je najstarija, iz 523. god. Ispod vrha Yuzhua nalazi se i budistički hram Fawang (法王寺), izgrađen za dinastije Tang s do 40 m visokim pagodama. Tu je carica Wu Zetian 695. godine izvela ritual Feng Shan.
Planina Song je pretvorena u geopark koji se često zove „udžbenikom geološke prošlosti”. Čine ga čine tri orogene zone nazvane po znamenitostima koje su izgrađene na njima: Songyang orogen star 2,5 milijarde godina, Zhongyue orogen star 1,85 milijarde godina i Shaolin orogen star 570 milijuna godina.
- Litica Shuce
- Hram Zhongyue kod Dengfenga
- Stupa zen majstora Jinganga
- Pagoda Songyue
- Šaolinski hram
- Šuma pagoda u šaolinskom hramu
- Songyang akademija
- Pagoda hrama Fawanga na planini Song

## Vanjske poveznice
|  | Zajednički poslužitelj ima još gradiva o temi Song Shan |